# Cavalli da corsa (film)
Cavalli da corsa (The Old Plantation) è un film del 1935 diretto da Hugh Harman. È un cortometraggio d'animazione della serie Happy Harmonies, distribuito negli Stati Uniti il 21 settembre 1935. È il primo cartone animato della Metro-Goldwyn-Mayer ad essere stato prodotto in Technicolor a tre colori, dopo la scadenza del contratto in esclusiva con la Disney.

## Trama
In un mondo interamente popolato di giocattoli, una piantagione è minacciata da Simon Legree che se ne approprierà se l'anziano proprietario non pagherà l'ipoteca entro la giornata. Il vecchio punta tutto sulla vittoria del cavallo Black Beauty a una corsa che si tiene il giorno stesso. Legree cerca di sabotare il cavallo sostituendone il meccanismo con un tappo di sughero, ma il fantino si accorge del problema e scambia il tappo con un razzo, vincendo così la corsa.

## Distribuzione

### Edizioni home video
In America del Nord il corto è stato distribuito in laserdisc il 9 luglio 1994 dalla MGM/UA Home Video, nel cofanetto Happy Harmonies.